# كوم أبو خلاد
قرية كوم أبو خلاد هي إحدى القرى التابعة لمركز ناصر في محافظة بني سويف في جمهورية مصر العربية. حسب إحصاءات سنة 2006، بلغ إجمالي السكان في كوم أبو خلاد 12234 نسمة، منهم 6419 رجل و5815 امرأة.